# ون (كاشان)
ون هي قرية في مقاطعة كاشان، إيران. يقدر عدد سكانها بـ 256 نسمة بحسب إحصاء 2016.